# La Vellés
La Vellés är en ort i Spanien. Den ligger i provinsen Provincia de Salamanca och regionen Kastilien och Leon, i den centrala delen av landet, 170 km väster om huvudstaden Madrid. La Vellés ligger 813 meter över havet och antalet invånare är 448.
Terrängen runt La Vellés är platt. Runt La Vellés är det glesbefolkat, med 17 invånare per kvadratkilometer. Närmaste större samhälle är Salamanca, 14,2 km sydväst om La Vellés. Trakten runt La Vellés består till största delen av jordbruksmark.